# 國土傭僕

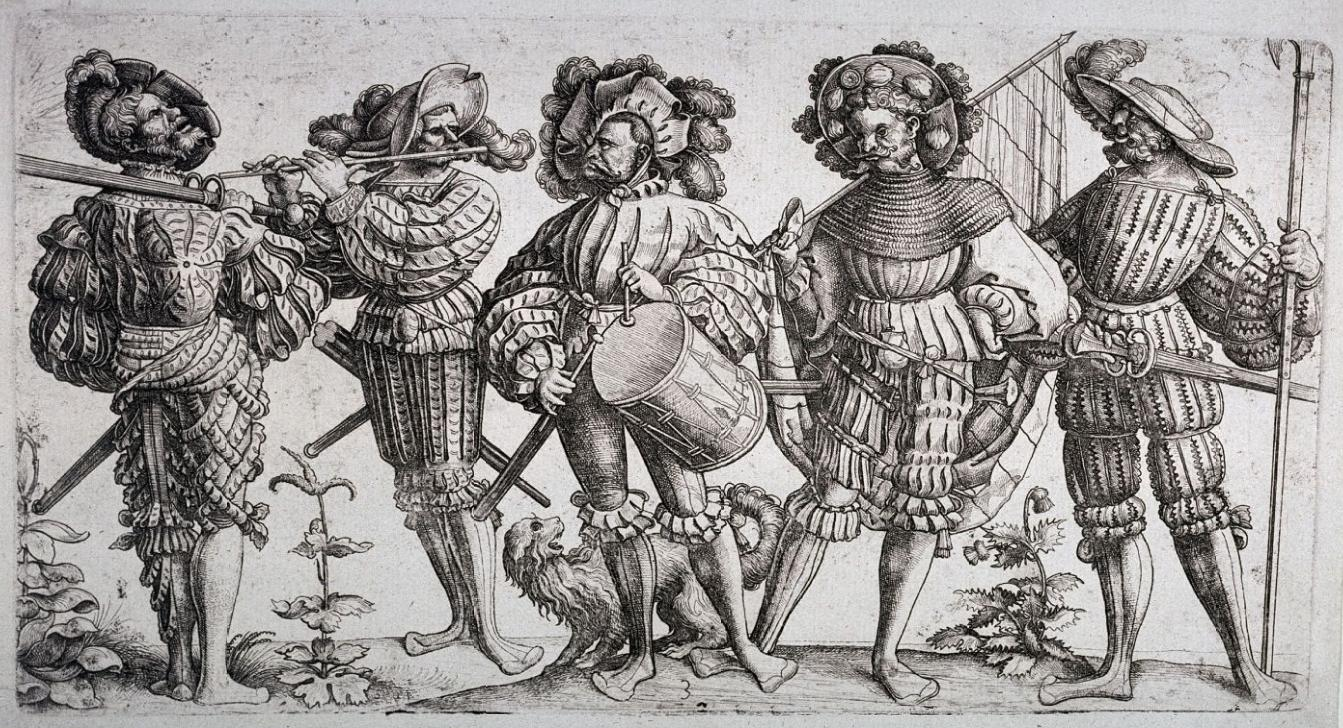
西元1530年丹尼尔·霍普弗蝕刻之國土傭僕畫像。

國土傭僕（德文單數形：Landsknecht；複數形：Landsknechte）是十五世紀晚期到十六世紀歐洲（尤其是德國）的長槍傭兵與步兵支柱。在歐洲的文藝復興時期素有萬用傭兵之稱。

## 字義
德文由Lands及knecht組成，Land為國土，Knecht為僕人。

## 歷史
第一支國土傭僕兵團由馬克西米利安一世成立。

## 外部鏈接
- "Landsknechte" （页面存档备份，存于），收錄於大英百科全書